# Naturpark Rieserferner-Ahrn
Naturpark Rieserferner-Ahrn (italiensk: Parco naturale Vedrette di Ries-Aurina) er en naturpark i Alperne, i det nordøstlige hjørne af Sydtyrol, Italien.
Navnet Rieserferner kommer fra det permanente isområde kaldet Rieserferner på Schneebiger Nock-gletscheren. Den strækker sig over områder af Rieserfernergruppen, Venedigergruppen og Zillertal-Alperne. Den blev grundlagt i 1988 og dækker et areal på ca 31.500 hektar fordelt mellem kommunerne Ahrntal, Gais, Percha, Prettau, Rasen-Antholz og Sand i Taufers. Naturparken er et Natura 2000-område

## Udstrækning
Parken strækker sig over udstrakte højfjeldslandskaber. Den sydlige halvdel omfatter hele den Sydtyrolske del af der Rieserferngruppe mellem Antholz, Taufers og Rein. Den nordlige halvdel strækker sig over de Sydtyrolske dele af Venedigergruppen herunder hele Durreckgruppen, og når i den øvre del af Ahrntal over til Zillertal-Alpernes hovedkam i området Krimmler Tauern. Ved grænsen til Østrig mod øst, støder den til Nationalpark Hohe Tauern.
En stor del af Naturparkens område består af golde klipper og stensamlinger. På nordskråningern er der der enkelte gletschere, blandt andet den navnedannende Rieserferner ved Schneebiger Nock. Blandt de mange toppe, der overstiger 3.000 m mærket, kan nævnes Dreiherrnspitze (3.499 moh.), die Rötspitze (3.496 moh.) og Hochgall (3.436).
- Hinweisschild
- Hochgall
- Antholzer See
- Hirbernock